# Fulgenbach
Der Fulgenbach, teilweise auch Bollhagener Fließ, ist ein kleiner, in die Ostsee mündender Bach in Mecklenburg-Vorpommern. Er entspringt westlich von Bad Doberan und fließt von dort in relativ gerader Linie hauptsächlich durch Grünland nach Nordwesten, bis er nach Einmündung der Wittbeck und der Cubanze gut acht Kilometer später im neuen Yachthafen von Kühlungsborn in die Ostsee mündet. Im Oberlauf erhält der Fulgenbach mittels eines Verteilerbauwerks etwa die Hälfte des Wassers aus dem Bollhäger Fließ.
In den letzten Jahren wurden am stark touristisch und landwirtschaftlich geprägten Fulgenbach umfangreiche Renaturierungsarbeiten durchgeführt. Ziele sind vor allem die Verbesserung der Gewässer- und Uferstruktur und die Wiederherstellung der ökologischen Durchgängigkeit.